# Perdita pernitens
Perdita pernitens är en biart som beskrevs av Timberlake 1980. Perdita pernitens ingår i släktet Perdita och familjen grävbin. Inga underarter finns listade i Catalogue of Life.